# Irma Cordero
Irma Cordero Bonilla (ur. 8 marca 1942 w Piurze, zm. 16 listopada 2019) – peruwiańska siatkarka. Reprezentantka kraju na igrzyskach olimpijskich w Meksyku i Montrealu. Srebrna medalistka igrzysk panamerykańskich w 1967, 1971 i 1975.